# Arden International
Arden International, o Arden Motorsport, es una escudería británica de automovilismo con base en Banbury que fue fundada en 1997 por Garry y Christian Horner. Con pasado en las categorías previas a la Fórmula 1, como la Fórmula 3000 Internacional, la GP2 y la Fórmula 2, actualmente se centra en los campeonatos británicos de GB3 y GB4.
De Arden surgieron pilotos tales como Heikki Kovalainen, Bruno Senna, Sébastien Buemi, Daniil Kvyat, Charles Pic y António Félix da Costa o el fallecido Anthoine Hubert.

## Historia

### Fórmula 3000
Desde su fundación comienza a correr en la Fórmula 3000 con Christian Horner como único piloto, hasta 2002 no tuvo buenos resultados en esa categoría, pero con la llegada de los pilotos Tomáš Enge y Björn Wirdheim consiguen 4 victorias y 5 pole position cambia la historia del equipo al quedar subcampeones de la temporada 2003 de la Fórmula 3000. Para la temporada 2004 siguen con Björn Wirdheim y contratan a Townsend Bell, juntos lograrían el primer campeonato para la escudería además de conseguir el título de piloto para Wirdheim, al año siguiente volverían a titularse campeones con los pilotos hoy de Fórmula 1 Vitantonio Liuzzi y Robert Doornbos.

### GP2 Series
Luego de haber ganado los dos últimos títulos de la Fórmula 3000 Arden comienza la temporada 2005 de GP2 como favorito, contando con los pilotos Heikki Kovalainen y Nicolas Lapierre quienes lograron el subcampeonato para el equipo. En la temporada 2006 fichan a los pilotos Michael Ammermüller, Nicolas Lapierre y Neel Jani quienes sólo conseguirían una victoria (Ammermüller) dejando a la escudería en el 4º puesto del campeonato. Para la temporada 2007 contratan al brasileño Bruno Senna y al sudafricano Adrian Zaugg. En 2011 son undécimos con 15 puntos y 2 podios como mejores resultados.

### GP3 Series
En el 2010 Arden inicia su andadura en la GP3 Series, luciendo la bandera australiana debido al patrocinio del expiloto de Fórmula 1 Mark Webber. En el 2011 se proclaman segundos en el campeonato de escuderías, mientras que en el 2012 repiten posición final en el campeonato de constructores, además con su piloto Mitch Evans, se llevan el campeonato de pilotos.

## Resultados

### Categorías pasadas

#### GP2 Series
(Clave) (negrita indica pole position) (cursiva indica vuelta rápida puntuable)

| Año  | Chasis                                 | Neu. | N.º | Pilotos             | 1   | 1   | 2   | 2   | 3   | 3   | 4   | 4   | 5   | 5   | 6   | 6   | 7   | 7   | 8   | 8   | 9   | 9   | 10  | 10  | 11  | 11  | 12  | 12  | Puntos | Pos. | Ref.   |
| ---- | -------------------------------------- | ---- | --- | ------------------- | --- | --- | --- | --- | --- | --- | --- | --- | --- | --- | --- | --- | --- | --- | --- | --- | --- | --- | --- | --- | --- | --- | --- | --- | ------ | ---- | ------ |
| 2005 | Dallara GP2/05 Mecachrome V8108 GP2 V8 | B    |     |                     | IMO | IMO | BAR | BAR | MON | MON | NÜR | NÜR | MAG | MAG | SIL | SIL | HOC | HOC | BUD | BUD | EST | EST | MNZ | MNZ | SPA | SPA | SAK | SAK | 126    | 2.º  | [ 3 ]  |
| 2005 | Dallara GP2/05 Mecachrome V8108 GP2 V8 | B    | 22  | Heikki Kovalainen   | 1   | 3   | 3   | Ret | 5   | 5   | 1   | Ret | 1   | 3   | 2   | 3   | 5   | 6   | 2   | 5   | 10  | 1   | 1   | 5   | 15† | 9   | 3   | Ret | 126    | 2.º  | [ 3 ]  |
| 2005 | Dallara GP2/05 Mecachrome V8108 GP2 V8 | B    | 23  | Nicolas Lapierre    | DNS | Ret | 11  | 9   | Ret | Ret | 12  | Ret | 3   | 5   | 10  | Ret | 9   | 7   | 12  | 6   | Ret | 13  | 4   | Ret | Ret | 23† | 6   | 20  | 126    | 2.º  | [ 3 ]  |
| 2006 | Dallara GP2/05 Mecachrome V8108 GP2 V8 | B    |     |                     | VAL | VAL | IMO | IMO | NÜR | NÜR | BAR | BAR | MON | MON | SIL | SIL | MAG | MAG | HOC | HOC | BUD | BUD | EST | EST | MNZ | MNZ |     |     | 57     | 4.º  | [ 4 ]  |
| 2006 | Dallara GP2/05 Mecachrome V8108 GP2 V8 | B    | 3   | Michael Ammermüller | 7   | 1   | 2   | Ret | 10  | 6   | 3   | 8   | 7   | 7   | Ret | Ret | 12  | 8   | 9   | Ret | Ret | 11  | 13  | Ret | 12  | Ret |     |     | 57     | 4.º  | [ 4 ]  |
| 2006 | Dallara GP2/05 Mecachrome V8108 GP2 V8 | B    | 4   | Nicolas Lapierre    | 4   | 3   | 3   | 7   | 5   | 2   | Ret | Ret | Ret | Ret |     |     |     |     | 20  | 7   | Ret | Ret | 14  | 6   | 6   | 4   |     |     | 57     | 4.º  | [ 4 ]  |
| 2006 | Dallara GP2/05 Mecachrome V8108 GP2 V8 | B    | 4   | Neel Jani           |     |     |     |     |     |     |     |     |     |     | NC  | Ret | 11  | 7   |     |     |     |     |     |     |     |     |     |     | 57     | 4.º  | [ 4 ]  |
| 2007 | Dallara GP2/05 Mecachrome V8108 GP2 V8 | B    |     |                     | SAK | SAK | BAR | BAR | MON | MON | MAG | MAG | SIL | SIL | NÜR | NÜR | BUD | BUD | EST | EST | MNZ | MNZ | SPA | SPA | VAL | VAL |     |     | 44     | 7.º  | [ 5 ]  |
| 2007 | Dallara GP2/05 Mecachrome V8108 GP2 V8 | B    | 7   | Bruno Senna         | 4   | 8   | 1   | 4   | 11  | 11  | 3   | 7   | 11  | 10  | 15  | Ret | 13  | 12  | 10  | 6   | 4   | 3   | Ret | 8   | Ret | 14  |     |     | 44     | 7.º  | [ 5 ]  |
| 2007 | Dallara GP2/05 Mecachrome V8108 GP2 V8 | B    | 8   | Adrian Zaugg        | 6   | 17  | Ret | 13  | 9   | 9   | 6   | Ret | 14  | 19  | 7   | Ret | 7   | Ret | Ret | 15† | Ret | Ret | 13  | 19  |     |     |     |     | 44     | 7.º  | [ 5 ]  |
| 2007 | Dallara GP2/05 Mecachrome V8108 GP2 V8 | B    | 8   | Filipe Albuquerque  |     |     |     |     |     |     |     |     |     |     |     |     |     |     |     |     |     |     |     |     | 10  | 10  |     |     | 44     | 7.º  | [ 5 ]  |
| 2008 | Dallara GP2/08 Mecachrome V8108 GP2 V8 | B    |     |                     | BAR | BAR | EST | EST | MON | MON | MAG | MAG | SIL | SIL | HOC | HOC | BUD | BUD | VAL | VAL | SPA | SPA | MNZ | MNZ |     |     |     |     | 56     | 6.º  | [ 6 ]  |
| 2008 | Dallara GP2/08 Mecachrome V8108 GP2 V8 | B    | 14  | Sébastien Buemi     | 7   | 2   | 6   | 3   | Ret | 11  | Ret | 1   | 4   | DNS | Ret | 8   | 7   | 1   | 6   | Ret | 5   | 4   | 3   | 7   |     |     |     |     | 56     | 6.º  | [ 6 ]  |
| 2008 | Dallara GP2/08 Mecachrome V8108 GP2 V8 | B    | 15  | Yelmer Buurman      | Ret | 10  | 14  | Ret | 12  | 8   | 12  | 2   | 15  | 10  |     |     |     |     |     |     |     |     |     |     |     |     |     |     | 56     | 6.º  | [ 6 ]  |
| 2008 | Dallara GP2/08 Mecachrome V8108 GP2 V8 | B    | 15  | Luca Filippi        |     |     |     |     |     |     |     |     |     |     | Ret | Ret | 15  | Ret | 8   | 13  | 19  | Ret | Ret | Ret |     |     |     |     | 56     | 6.º  | [ 6 ]  |
| 2009 | Dallara GP2/08 Mecachrome V8108 GP2 V8 | B    |     |                     | BAR | BAR | MON | MON | EST | EST | SIL | SIL | NÜR | NÜR | BUD | BUD | VAL | VAL | SPA | SPA | MNZ | MNZ | ALG | ALG |     |     |     |     | 41     | 8.º  | [ 7 ]  |
| 2009 | Dallara GP2/08 Mecachrome V8108 GP2 V8 | B    | 11  | Sergio Pérez        | 14  | 17  | 12  | 9   | Ret | 16  | 4   | 6   | 8   | 20† | Ret | 16  | 3   | 2   | Ret | 4   | Ret | Ret | Ret | 11  |     |     |     |     | 41     | 8.º  | [ 7 ]  |
| 2009 | Dallara GP2/08 Mecachrome V8108 GP2 V8 | B    | 12  | Edoardo Mortara     | 6   | 1   | Ret | 13  | Ret | 9   | Ret | Ret | 17  | Ret | 12  | 14  | 6   | 12  | 8   | Ret | 5   | Ret | Ret | 8   |     |     |     |     | 41     | 8.º  | [ 7 ]  |
| 2010 | Dallara GP2/08 Mecachrome V8108 GP2 V8 | B    |     |                     | BAR | BAR | MON | MON | EST | EST | VAL | VAL | SIL | SIL | HOC | HOC | BUD | BUD | SPA | SPA | MNZ | MNZ | YMC | YMC |     |     |     |     | 32     | 7.º  | [ 8 ]  |
| 2010 | Dallara GP2/08 Mecachrome V8108 GP2 V8 | B    | 16  | Charles Pic         | 1   | 7   | 11  | 7   | Ret | DNS | 6   | 5   | 10  | 8   | 3   | 17  | 11  | 9   | 4   | Ret | 11  | 8   | 20  | 11  |     |     |     |     | 32     | 7.º  | [ 8 ]  |
| 2010 | Dallara GP2/08 Mecachrome V8108 GP2 V8 | B    | 17  | Rodolfo González    | 15  | 14  | 10  | Ret | 16  | 16  | Ret | Ret | 16  | 20  | 18  | Ret | Ret | 15  | 8   | 4   | Ret | Ret | 10  | 16  |     |     |     |     | 32     | 7.º  | [ 8 ]  |
| 2011 | Dallara GP2/11 Mecachrome V8108 GP2 V8 | P    |     |                     | EST | EST | BAR | BAR | MON | MON | VAL | VAL | SIL | SIL | NÜR | NÜR | BUD | BUD | SPA | SPA | MNZ | MNZ |     |     |     |     |     |     | 15     | 11.º | [ 9 ]  |
| 2011 | Dallara GP2/11 Mecachrome V8108 GP2 V8 | P    | 14  | Josef Krá           | 13  | 6   | 9   | 21† | 6   | 2   | 8   | Ret | 23  | 20  | 18  | 11  | 9   | 17  | 8   | 3   | Ret | 17  |     |     |     |     |     |     | 15     | 11.º | [ 9 ]  |
| 2011 | Dallara GP2/11 Mecachrome V8108 GP2 V8 | P    | 15  | Jolyon Palmer       | 17  | 9   | 18  | 17  | NC  | 11  | 9   | Ret | 20  | 16  | 19  | Ret | 22  | 18† | Ret | 14  | Ret | 19  |     |     |     |     |     |     | 15     | 11.º | [ 9 ]  |
| 2012 | Dallara GP2/11 Mecachrome V8108 GP2 V8 | P    |     |                     | KUA | KUA | SAK | SAK | SAK | SAK | BAR | BAR | MON | MON | VAL | VAL | SIL | SIL | HOC | HOC | BUD | BUD | SPA | SPA | MNZ | MNZ | SIN | SIN | 226    | 3.º  | [ 10 ] |
| 2012 | Dallara GP2/11 Mecachrome V8108 GP2 V8 | P    | 22  | Simon Trummer       | 23  | 16  | 16  | 8   | 14  | 24† | 23  | 20  | 12  | 9   | 10  | 7   | 15  | 11  | 16  | 17  | 13  | 13  | 15  | 16  | 16  | 17  | Ret | 14  | 226    | 3.º  | [ 10 ] |
| 2012 | Dallara GP2/11 Mecachrome V8108 GP2 V8 | P    | 23  | Luiz Razia          | 1   | 5   | 2   | 4   | 4   | 2   | 8   | 1   | 15  | 6   | 3   | 1   | 5   | 1   | 7   | 10  | 3   | 3   | 6   | 20  | Ret | 16  | 5   | 4   | 226    | 3.º  | [ 10 ] |
| 2013 | Dallara GP2/11 Mecachrome V8108 GP2 V8 | P    |     |                     | KUA | KUA | SAK | SAK | BAR | BAR | MON | MON | SIL | SIL | NÜR | NÜR | BUD | BUD | SPA | SPA | MNZ | MNZ | SIN | SIN | YMC | YMC |     |     | 97     | 8.º  | [ 11 ] |
| 2013 | Dallara GP2/11 Mecachrome V8108 GP2 V8 | P    | 5   | Johnny Cecotto Jr.  | 12  | 5   | 10  | 12  | 8   | 5   | Ret | EX  | 17  | Ret | 10  | 5   | 21  | Ret | 14  | 7   | 12  | 8   | 14  | 6   | 8   | Ret |     |     | 97     | 8.º  | [ 11 ] |
| 2013 | Dallara GP2/11 Mecachrome V8108 GP2 V8 | P    | 6   | Mitch Evans         | 10  | 3   | Ret | 15  | 12  | 13  | 3   | 3   | 19  | 14  | 16  | 7   | 7   | 2   | 11  | 10  | Ret | 15  | 11  | 15  | Ret | 14  |     |     | 97     | 8.º  | [ 11 ] |
| 2014 | Dallara GP2/11 Mecachrome V8108 GP2 V8 | P    |     |                     | SAK | SAK | BAR | BAR | MON | MON | SPI | SPI | SIL | SIL | HOC | HOC | BUD | BUD | SPA | SPA | MNZ | MNZ | SOC | SOC | YMC | YMC |     |     | 48     | 10.º | [ 12 ] |
| 2014 | Dallara GP2/11 Mecachrome V8108 GP2 V8 | P    | 16  | René Binder         | 9   | 8   | 15  | Ret | Ret | 20  | 12  | 12  | 24  | 19  | 11  | 22  | 20  | 14  | Ret | 23  | 20  | Ret | 23  | Ret | Ret | 23  |     |     | 48     | 10.º | [ 12 ] |
| 2014 | Dallara GP2/11 Mecachrome V8108 GP2 V8 | P    | 17  | André Negrão        | 20  | 18  |     |     | Ret | 15  | 16  | 14  | 20  | 16  | 18  | 21  | 15  | Ret | 9   | 8   | 5   | 5   | 6   | 6   | Ret | 24  |     |     | 48     | 10.º | [ 12 ] |
| 2014 | Dallara GP2/11 Mecachrome V8108 GP2 V8 | P    | 17  | Tom Dillmann        |     |     | 8   | 3   |     |     |     |     |     |     |     |     |     |     |     |     |     |     |     |     |     |     |     |     | 48     | 10.º | [ 12 ] |
| 2015 | Dallara GP2/11 Mecachrome V8108 GP2 V8 | P    |     |                     | SAK | SAK | BAR | BAR | MON | MON | SPI | SPI | SIL | SIL | BUD | BUD | SPA | SPA | MNZ | MNZ | SOC | SOC | SAK | SAK | YMC | YMC |     |     | 25     | 12.º | [ 13 ] |
| 2015 | Dallara GP2/11 Mecachrome V8108 GP2 V8 | P    | 20  | André Negrão        | 9   | 8   | 23† | 21  | 21  | 17  | 16  | 21  | 20  | 15  | 20  | 21  | 20  | 14  | 14  | 18  | 15  | 11  | 17  | 20  | 9   | C   |     |     | 25     | 12.º | [ 13 ] |
| 2015 | Dallara GP2/11 Mecachrome V8108 GP2 V8 | P    | 21  | Norman Nato         | Ret | 16  | 8   | 7   | 18  | 21  | 20  | 13  | 18  | 23  | 11  | 6   | Ret | 20  | 6   | Ret | 12  | 9   | 24  | 10  | Ret | C   |     |     | 25     | 12.º | [ 13 ] |
| 2016 | Dallara GP2/11 Mecachrome V8108 GP2 V8 | P    |     |                     | BAR | BAR | MON | MON | BAK | BAK | SPI | SPI | SIL | SIL | BUD | BUD | HOC | HOC | SPA | SPA | MNZ | MNZ | KUA | KUA | YMC | YMC |     |     | 12     | 11.º | [ 14 ] |
| 2016 | Dallara GP2/11 Mecachrome V8108 GP2 V8 | P    | 24  | Nabil Jeffri        | 19  | 18  | Ret | 17  | Ret | 7   | Ret | 17  | 17  | 15  | 20  | 16  | 11  | Ret | 19  | 18  | 13  | 12  | 18  | Ret | Ret | 20  |     |     | 12     | 11.º | [ 14 ] |
| 2016 | Dallara GP2/11 Mecachrome V8108 GP2 V8 | P    | 25  | Jimmy Eriksson      | 16  | 19  | Ret | 15  | 11† | Ret | 5   | 13  | 15  | 17  | 21† | Ret | 12  | 13  | 15  | 20  | 15  | 18† |     |     |     |     |     |     | 12     | 11.º | [ 14 ] |
| 2016 | Dallara GP2/11 Mecachrome V8108 GP2 V8 | P    | 25  | Emil Bernstorff     |     |     |     |     |     |     |     |     |     |     |     |     |     |     |     |     |     |     |     |     | 17  | 15  |     |     | 12     | 11.º | [ 14 ] |

#### GP2 Asia Series
(Clave) (negrita indica pole position) (cursiva indica vuelta rápida puntuable)

| Año     | Chasis                                 | Neu. | N.º | Pilotos              | 1    | 1    | 2    | 2    | 3    | 3    | 4    | 4    | 5    | 5    | 6    | 6    | Puntos | Pos. | Ref.   |
| ------- | -------------------------------------- | ---- | --- | -------------------- | ---- | ---- | ---- | ---- | ---- | ---- | ---- | ---- | ---- | ---- | ---- | ---- | ------ | ---- | ------ |
| 2008    | Dallara GP2/08 Mecachrome V8108 GP2 V8 | B    |     |                      | YMC1 | YMC1 | SEN  | SEN  | KUA  | KUA  | SAK  | SAK  | YMC2 | YMC2 |      |      | 50     | 2.º  | [ 15 ] |
| 2008    | Dallara GP2/08 Mecachrome V8108 GP2 V8 | B    | 11  | Adam Khan            | 18   | 15   | Ret  | 11   |      |      |      |      |      |      |      |      | 50     | 2.º  | [ 15 ] |
| 2008    | Dallara GP2/08 Mecachrome V8108 GP2 V8 | B    | 11  | Yelmer Buurman       |      |      |      |      | 6    | 5    | 9    | 8    | 3    | 5    |      |      | 50     | 2.º  | [ 15 ] |
| 2008    | Dallara GP2/08 Mecachrome V8108 GP2 V8 | B    | 12  | Sébastien Buemi      | DSQ  | Ret  | 1    | 7    | Ret  | Ret  | 2    | 2    | 2    | 2    |      |      | 50     | 2.º  | [ 15 ] |
| 2008-09 | Dallara GP2/08 Mecachrome V8108 GP2 V8 | B    |     |                      | SHA  | SHA  | DUB  | DUB  | SAK1 | SAK1 | LOS  | LOS  | KUA  | KUA  | SAK2 | SAK2 | 20     | 6.º  | [ 16 ] |
| 2008-09 | Dallara GP2/08 Mecachrome V8108 GP2 V8 | B    | 3   | Luiz Razia           | Ret  | 17   | 10   | C    | 14   | 9    | 8    | 6    | Ret  | Ret  | 8    | 1    | 20     | 6.º  | [ 16 ] |
| 2008-09 | Dallara GP2/08 Mecachrome V8108 GP2 V8 | B    | 4   | Mika Mäki            | Ret  | 10   |      |      |      |      |      |      |      |      |      |      | 20     | 6.º  | [ 16 ] |
| 2008-09 | Dallara GP2/08 Mecachrome V8108 GP2 V8 | B    | 4   | Renger van der Zande |      |      | 11   | C    |      |      |      |      |      |      |      |      | 20     | 6.º  | [ 16 ] |
| 2008-09 | Dallara GP2/08 Mecachrome V8108 GP2 V8 | B    | 4   | Edoardo Mortara      |      |      |      |      | 3    | 8    | 7    | 4    | Ret  | 17   | Ret  | 16   | 20     | 6.º  | [ 16 ] |
| 2009-10 | Dallara GP2/08 Mecachrome V8108 GP2 V8 | B    |     |                      | YMC1 | YMC1 | YMC2 | YMC2 | SAK1 | SAK1 | SAK2 | SAK2 |      |      |      |      | 37     | 2.º  | [ 17 ] |
| 2009-10 | Dallara GP2/08 Mecachrome V8108 GP2 V8 | B    | 11  | Charles Pic          | Ret  | 15   | 10   | 8    | 5    | 1    | 3    | 19   |      |      |      |      | 37     | 2.º  | [ 17 ] |
| 2009-10 | Dallara GP2/08 Mecachrome V8108 GP2 V8 | B    | 12  | Rodolfo González     | 14   | 16   |      |      |      |      |      |      |      |      |      |      | 37     | 2.º  | [ 17 ] |
| 2009-10 | Dallara GP2/08 Mecachrome V8108 GP2 V8 | B    | 12  | Javier Villa         |      |      | 4    | 11   | 3    | 3    | 7    | 6    |      |      |      |      | 37     | 2.º  | [ 17 ] |
| 2011    | Dallara GP2/11 Mecachrome V8108 GP2 V8 | P    |     |                      | YMC  | YMC  | IMO  | IMO  |      |      |      |      |      |      |      |      | 8      | 10.º | [ 18 ] |
| 2011    | Dallara GP2/11 Mecachrome V8108 GP2 V8 | P    | 3   | Josef Král           | 6    | 2    | 12   | 9    |      |      |      |      |      |      |      |      | 8      | 10.º | [ 18 ] |
| 2011    | Dallara GP2/11 Mecachrome V8108 GP2 V8 | P    | 4   | Jolyon Palmer        | 14   | 10   | 18   | Ret  |      |      |      |      |      |      |      |      | 8      | 10.º | [ 18 ] |

#### GP3 Series
(Clave) (negrita indica pole position) (cursiva indica vuelta rápida puntuable)

| Año  | Chasis                             | Neu. | N.º | Pilotos             | 1   | 1   | 2   | 2   | 3   | 3   | 4   | 4   | 5   | 5   | 6   | 6   | 7   | 7   | 8   | 8   | 9   | 9   | Puntos | Pos. | Ref.   |
| ---- | ---------------------------------- | ---- | --- | ------------------- | --- | --- | --- | --- | --- | --- | --- | --- | --- | --- | --- | --- | --- | --- | --- | --- | --- | --- | ------ | ---- | ------ |
| 2010 | Dallara GP3/10 Renault 2.0 L Turbo | P    |     |                     | BAR | BAR | EST | EST | VAL | VAL | SIL | SIL | HOC | HOC | BUD | BUD | SPA | SPA | MNZ | MNZ |     |     | 18     | 9.º  | [ 19 ] |
| 2010 | Dallara GP3/10 Renault 2.0 L Turbo | P    | 20  | Michael Christensen | Ret | 18  | 13  | 11  | Ret | 14  | Ret | 15  | Ret | 10  | 10  | Ret | 10  | 23† | 15  | 10  |     |     | 18     | 9.º  | [ 19 ] |
| 2010 | Dallara GP3/10 Renault 2.0 L Turbo | P    | 21  | Miki Monrás         | 10  | 23  | 7   | 2   | 5   | 13  | 15  | 18  | Ret | 15  | Ret | 20  | 9   | 3   | 11  | 6   |     |     | 18     | 9.º  | [ 19 ] |
| 2010 | Dallara GP3/10 Renault 2.0 L Turbo | P    | 22  | Leonardo Cordeiro   | 18  | 12  | 18  | 24  | Ret | 21  | Ret | Ret | Ret | Ret | 22  | 13  | 14  | Ret | Ret | 8   |     |     | 18     | 9.º  | [ 19 ] |
| 2011 | Dallara GP3/10 Renault 2.0 L Turbo | P    |     |                     | EST | EST | BAR | BAR | VAL | VAL | SIL | SIL | NÜR | NÜR | BUD | BUD | SPA | SPA | MNZ | MNZ |     |     | 69     | 2.º  | [ 20 ] |
| 2011 | Dallara GP3/10 Renault 2.0 L Turbo | P    | 26  | Mitch Evans         | 6   | 7   | 1   | 5   | 3   | 4   | 9   | Ret | 19  | 22  | Ret | 24† | 11  | Ret | 8   | Ret |     |     | 69     | 2.º  | [ 20 ] |
| 2011 | Dallara GP3/10 Renault 2.0 L Turbo | P    | 27  | Simon Trummer       | 19  | 21  | 27  | 25† | Ret | Ret | 12  | 10  | 9   | 16  | 16  | 12  | 19  | 5   | 5   | 4   |     |     | 69     | 2.º  | [ 20 ] |
| 2011 | Dallara GP3/10 Renault 2.0 L Turbo | P    | 28  | Lewis Williamson    | Ret | 20  | 14  | 9   | 2   | 6   | 7   | 1   | 2   | 14  | 6   | Ret | 9   | DNS | 18  | 10  |     |     | 69     | 2.º  | [ 20 ] |
| 2012 | Dallara GP3/10 Renault 2.0 L Turbo | P    |     |                     | BAR | BAR | MON | MON | VAL | VAL | SIL | SIL | HOC | HOC | BUD | BUD | SPA | SPA | MNZ | MNZ |     |     | 309.5  | 2.º  | [ 21 ] |
| 2012 | Dallara GP3/10 Renault 2.0 L Turbo | P    | 4   | Mitch Evans         | 1   | 20  | 5   | 4   | 1   | 6   | 2   | 11  | 8   | 1   | 3   | 21  | 3   | 15  | Ret | 20  |     |     | 309.5  | 2.º  | [ 21 ] |
| 2012 | Dallara GP3/10 Renault 2.0 L Turbo | P    | 5   | David Fumanelli     | 9   | 17  | 4   | 5   | 3   | 16  | DNS | DNS | 12  | 10  | 8   | Ret | 20  | Ret | 6   | 13  |     |     | 309.5  | 2.º  | [ 21 ] |
| 2012 | Dallara GP3/10 Renault 2.0 L Turbo | P    | 6   | Matias Laine        | 5   | 3   | 21  | 16  | 5   | 3   | 9   | 18† | 4   | 5   | 7   | 6   | 5   | 1   | 3   | 6   |     |     | 309.5  | 2.º  | [ 21 ] |
| 2013 | Dallara GP3/13 AER 3.4 L           | P    |     |                     | BAR | BAR | VAL | VAL | SIL | SIL | NÜR | NÜR | BUD | BUD | SPA | SPA | MNZ | MNZ | YMC | YMC |     |     | 278    | 2.º  | [ 22 ] |
| 2013 | Dallara GP3/13 AER 3.4 L           | P    | 4   | Carlos Sainz Jr.    | 15  | DSQ | 5   | 3   | 13  | 13  | 6   | 5   | 5   | 2   | Ret | 13  | 9   | 9   | DSQ | 18  |     |     | 278    | 2.º  | [ 22 ] |
| 2013 | Dallara GP3/13 AER 3.4 L           | P    | 5   | Robert Vișoiu       | 9   | 19  | 8   | 1   | 12  | Ret | 11  | 23  | 8   | 1   | 9   | 8   | Ret | 10  | 10  | 11  |     |     | 278    | 2.º  | [ 22 ] |
| 2013 | Dallara GP3/13 AER 3.4 L           | P    | 6   | Daniil Kvyat        | 20  | Ret | 4   | 5   | 4   | 4   | Ret | 16  | 3   | 7   | 1   | 6   | 1   | 2   | 1   | 5   |     |     | 278    | 2.º  | [ 22 ] |
| 2014 | Dallara GP3/13 AER 3.4 L           | P    |     |                     | BAR | BAR | SPI | SPI | SIL | SIL | HOC | HOC | BUD | BUD | SPA | SPA | MNZ | MNZ | SOC | SOC | YMC | YMC | 162    | 5.º  | [ 23 ] |
| 2014 | Dallara GP3/13 AER 3.4 L           | P    | 4   | Robert Vișoiu       | 13  | 11  | Ret | 14  | 20  | 13  | 10  | 9   | 3   | 5   | Ret | 20  | 19  | 14  | Ret | 10  | 15  | 8   | 162    | 5.º  | [ 23 ] |
| 2014 | Dallara GP3/13 AER 3.4 L           | P    | 5   | Patric Niederhauser | 10  | 9   | 10  | 6   | 13  | Ret | 12  | 6   | 6   | 1   | Ret | Ret | 13  | 19  | 8   | 1   | 7   | DSQ | 162    | 5.º  | [ 23 ] |
| 2014 | Dallara GP3/13 AER 3.4 L           | P    | 6   | Jann Mardenborough  | 14  | 14  | 11  | Ret | 9   | 15  | 8   | 1   | 7   | 3   | 4   | 4   | 11  | Ret | 6   | 4   | 13  | Ret | 162    | 5.º  | [ 23 ] |
| 2015 | Dallara GP3/13 AER 3.4 L           | P    |     |                     | BAR | BAR | SPI | SPI | SIL | SIL | BUD | BUD | SPA | SPA | MNZ | MNZ | SOC | SOC | SAK | SAK | YMC | YMC | 275    | 3.º  | [ 24 ] |
| 2015 | Dallara GP3/13 AER 3.4 L           | P    | 14  | Kevin Ceccon        | 7   | 6   | Ret | DNS | 7   | 1   | 7   | 1   | Ret | 13  | 3   | 4   | Ret | DNS | 14  | 18  | Ret | 10  | 275    | 3.º  | [ 24 ] |
| 2015 | Dallara GP3/13 AER 3.4 L           | P    | 15  | Emil Bernstorff     | 3   | 5   | 4   | 4   | 2   | 6   | 4   | Ret | 1   | Ret | 1   | Ret | 3   | 6   | 2   | 4   | 2   | 6   | 275    | 3.º  | [ 24 ] |
| 2015 | Dallara GP3/13 AER 3.4 L           | P    | 16  | Aleksander Bosak    | 19  | 23  | 16  | 15  | 14  | 16  | 17  | 19  | 8   | Ret | 15  | Ret | Ret | 20  | Ret | 16  | 18  | 23  | 275    | 3.º  | [ 24 ] |
| 2016 | Dallara GP3/16 Mecachrome 3.4 L    | P    |     |                     | BAR | BAR | SPI | SPI | SIL | SIL | BUD | BUD | HOC | HOC | SPA | SPA | MNZ | MNZ | KUA | KUA | YMC | YMC | 297    | 2.º  | [ 25 ] |
| 2016 | Dallara GP3/16 Mecachrome 3.4 L    | P    | 9   | Jake Dennis         | 7   | 4   | Ret | Ret | 12  | 9   | 3   | 7   | 12  | 6   | 2   | 5   | 1   | 4   | 6   | 1   | 2   | 4   | 297    | 2.º  | [ 25 ] |
| 2016 | Dallara GP3/16 Mecachrome 3.4 L    | P    | 10  | Tatiana Calderón    | 14  | 18  | 17  | Ret | 17  | 20  | 21  | 21  | 10  | 9   | 14  | Ret | 10  | 16  | Ret | 15  | Ret | Ret | 297    | 2.º  | [ 25 ] |
| 2016 | Dallara GP3/16 Mecachrome 3.4 L    | P    | 11  | Jack Aitken         | 20  | 19  | 9   | 5   | 13  | 6   | 9   | 6   | 6   | 2   | 5   | 1   | 2   | 5   | 2   | 3   | 3   | 2   | 297    | 2.º  | [ 25 ] |
| 2017 | Dallara GP3/16 Mecachrome 3.4 L    | P    |     |                     | BAR | BAR | SPI | SPI | SIL | SIL | BUD | BUD | SPA | SPA | MNZ | MNZ | JER | JER | YMC | YMC |     |     | 91     | 4.º  | [ 26 ] |
| 2017 | Dallara GP3/16 Mecachrome 3.4 L    | P    | 5   | Niko Kari           | 15  | 14  | Ret | 18  | 5   | 3   | 9   | 6   | 9   | 9   | 15† | C   | 6   | 19  | 1   | 13  |     |     | 91     | 4.º  | [ 26 ] |
| 2017 | Dallara GP3/16 Mecachrome 3.4 L    | P    | 6   | Leonardo Pulcini    | 2   | 17  | Ret | 14  | 11  | 12  | 15  | 10  | 11  | 11  | Ret | C   | 14  | 13  | 17† | Ret |     |     | 91     | 4.º  | [ 26 ] |
| 2017 | Dallara GP3/16 Mecachrome 3.4 L    | P    | 7   | Steijn Schothorst   | 18  | 15  | Ret | 15  | 13  | Ret | Ret | Ret | 13  | 12  | 12  | C   | 11  | 10  | 6   | 18  |     |     | 91     | 4.º  | [ 26 ] |
| 2018 | Dallara GP3/16 Mecachrome 3.4 L    | P    |     |                     | BAR | BAR | LEC | LEC | SPI | SPI | SIL | SIL | BUD | BUD | SPA | SPA | MNZ | MNZ | SOC | SOC | YMC | YMC | 43     | 6.º  | [ 27 ] |
| 2018 | Dallara GP3/16 Mecachrome 3.4 L    | P    | 14  | Gabriel Aubry       | 12  | Ret | 15  | Ret | 16  | Ret | Ret | Ret | 10  | 13  | 13  | 11  | Ret | Ret | 11  | 6   | 15  | 14  | 43     | 6.º  | [ 27 ] |
| 2018 | Dallara GP3/16 Mecachrome 3.4 L    | P    | 15  | Julien Falchero     | 14  | 11  | 16  | 15  | 15  | 14  | Ret | Ret | 15  | 15  | 16  | 14  | Ret | 13  |     |     |     |     | 43     | 6.º  | [ 27 ] |
| 2018 | Dallara GP3/16 Mecachrome 3.4 L    | P    | 15  | Sacha Fenestraz     |     |     |     |     |     |     |     |     |     |     |     |     |     |     | 16  | 13  | 16  | 15  | 43     | 6.º  | [ 27 ] |
| 2018 | Dallara GP3/16 Mecachrome 3.4 L    | P    | 16  | Joey Mawson         | 16  | 15  | 7   | 3   | Ret | 10  | 9   | 13  | Ret | 18  | 8   | 17† | 12  | 12  | 8   | 2   | 20  | 9   | 43     | 6.º  | [ 27 ] |

#### Campeonato de Fórmula 2 de la FIA
(Clave) (negrita indica pole position) (cursiva indica vuelta rápida puntuable)

| Año  | Chasis                                 | Neu. | N.º | Pilotos            | 1   | 1   | 2   | 2   | 3   | 3   | 4   | 4   | 5   | 5   | 6   | 6   | 7   | 7   | 8   | 8   | 9   | 9   | 10  | 10  | 11  | 11  | 12  | 12  | Puntos | Pos. | Ref.   |
| ---- | -------------------------------------- | ---- | --- | ------------------ | --- | --- | --- | --- | --- | --- | --- | --- | --- | --- | --- | --- | --- | --- | --- | --- | --- | --- | --- | --- | --- | --- | --- | --- | ------ | ---- | ------ |
| 2017 | Dallara GP2/11 Mecachrome V8108 GP2 V8 | P    |     |                    | SAK | SAK | BAR | BAR | MON | MON | BAK | BAK | SPI | SPI | SIL | SIL | BUD | BUD | SPA | SPA | MNZ | MNZ | JER | JER | YMC | YMC |     |     | 108    | 7.º  | [ 28 ] |
| 2017 | Dallara GP2/11 Mecachrome V8108 GP2 V8 | P    | 20  | Norman Nato        | 2   | Ret | 16  | 13  | Ret | Ret | 5   | 1   | Ret | 7   | 2   | 6   | 7   | 5   | 8   | 4   | 13  | 10  | 11  | 10  | 13  | 18  |     |     | 108    | 7.º  | [ 28 ] |
| 2017 | Dallara GP2/11 Mecachrome V8108 GP2 V8 | P    | 21  | Sean Gelael        | 17  | 17  | 15  | 16  | 13  | 12  | 14  | 10  | 10  | 11  | 9   | 16  | 14  | 10  | 15  | 17  | 5   | 6   | 16  | 16  | 15  | 14  |     |     | 108    | 7.º  | [ 28 ] |
| 2018 | Dallara F2 2018 Mecachrome V6 Turbo    | P    |     |                    | SAK | SAK | BAK | BAK | BAR | BAR | MON | MON | LEC | LEC | SPI | SPI | SIL | SIL | BUD | BUD | SPA | SPA | MNZ | MNZ | SOC | SOC | YMC | YMC | 58     | 9.º  | [ 29 ] |
| 2018 | Dallara F2 2018 Mecachrome V6 Turbo    | P    | 11  | Maximilian Günther | 8   | 2   | Ret | 15† | Ret | 12  | 11  | 6   | 12  | 11  | 15  | 12  | 8   | 1   | 16  | Ret | 9   | 16  | 12  | 16  | 16† | 10  |     |     | 58     | 9.º  | [ 29 ] |
| 2018 | Dallara F2 2018 Mecachrome V6 Turbo    | P    | 11  | Daniel Ticktum     |     |     |     |     |     |     |     |     |     |     |     |     |     |     |     |     |     |     |     |     |     |     | 11  | Ret | 58     | 9.º  | [ 29 ] |
| 2018 | Dallara F2 2018 Mecachrome V6 Turbo    | P    | 12  | Nirei Fukuzumi     | 18  | 8   | 13  | 12  | 11  | Ret | 10  | 11† | 9   | 12  | 9   | 9   | Ret | DNS | 10  | 6   | Ret | 17  | 14  | 13  | 8   | 7   | Ret | 13  | 58     | 9.º  | [ 29 ] |
| 2019 | Dallara F2 2018 Mecachrome V6 Turbo    | P    |     |                    | SAK | SAK | BAK | BAK | BAR | BAR | MON | MON | LEC | LEC | SPI | SPI | SIL | SIL | BUD | BUD | SPA | SPA | MNZ | MNZ | SOC | SOC | YMC | YMC | 77     | 8.º  | [ 30 ] |
| 2019 | Dallara F2 2018 Mecachrome V6 Turbo    | P    | 18  | Tatiana Calderón   | 13  | 15  | Ret | Ret | 13  | 13  | 14  | Ret | 11  | 19† | 17  | 13  | 14  | 16  | 16  | Ret | C   | C   | Ret | 14  | 15  | 16  | 16  | 14  | 77     | 8.º  | [ 30 ] |
| 2019 | Dallara F2 2018 Mecachrome V6 Turbo    | P    | 19  | Anthoine Hubert    | 4   | 9   | 10  | 11  | 6   | 5   | 8   | 1   | 8   | 1   | 4   | 17  | 18  | 11  | 11  | 11  | C   |     |     |     |     |     |     |     | 77     | 8.º  | [ 30 ] |
| 2019 | Dallara F2 2018 Mecachrome V6 Turbo    | P    | 22  | Artem Markelov     |     |     |     |     |     |     |     |     |     |     |     |     |     |     |     |     |     |     |     |     | Ret | 10  | Ret | Ret | 77     | 8.º  | [ 30 ] |